# Казума-Пан
Национальный парк Казума-Пан (англ. Kazuma Pan National Park) — национальный парк, расположенный на крайнем северо-западе Зимбабве, на границе с Ботсваной, недалеко к северо-западу от национального парка Хванге. Площадью около 77 345 акров (313 км²) он представляет собой один из немногих равнинных участков Зимбабве с хорошей видимостью и редкими, но важными популяциями млекопитающих.

## История
Казума-Пан был провозглашен национальным парком в 1949 году, но был закрыт в 1964 году, поскольку никакого развития не велось. Восстановил свой статус национального парка в 1975 году в соответствии с Законом о парках и дикой природе (1975 года).
Парк рассматривается для включения в 5-ю трансграничную заповедную зону нации Каванго — Замбези.

## Флора и фауна
Казума-Пан — это практически нетронутая дикая местность с открытым ландшафтом травянистых равнин, напоминающим великие равнины Восточной Африки и, таким образом, непохожим на обычные зимбабвийские кустарниковые или лесные ландшафты. На территории парка есть несколько водоёмов, некоторые из которых постоянно заполняются водой, откачиваемой из скважин в засушливый сезон. Этот постоянный источник воды заставляет большие концентрации диких животных сезонно мигрировать между Ботсваной и Зимбабве, особенно ближе к концу засушливого сезона с сентября до первых дождей в ноябре или декабре.
В национальном парке Кадзума-Пан можно увидеть дикую природу, включая льва, леопарда, южного жирафа, саванную зебру, орикса, чалую антилопу, чёрную антилопу, цессебе, обыкновенную канну и южного камышового козла. Африканский слон и кафрский буйвол присутствуют в больших количествах ближе к концу засушливого сезона, когда в других местах воды не хватает. Также часто можно увидеть белого носорога. Особым видом национального парка Казума-Пан является ориби, небольшая антилопа, которая довольно редко встречается в Зимбабве. Гепард или африканская дикая собака все еще встречаются, хотя и редко, но львы довольно распространены.
Большая часть парка состоит из лугов, окаймленных мопане и песчаными лесами Калахари. На юго-западе парка есть ряд сезонно затопляемых водоемов, привлекающих большое разнообразие водоплавающих птиц. Системы лотков также являются идеальной средой обитания для большого количества водоплавающих птиц, причем многие виды, включая аистов, венценосных журавлей, ходулистов, бакланов, уток и зимородков, встречаются по всей территории.

## Туризм
На территории парка нет мест для проживания, но кемпинг разрешен на двух незастроенных кемпингах с разрешения Департамента национальных парков и управления дикой природой.